# 薛貞植
薛 貞植（ソル・ジョンシク、朝鮮語: 설정식、1912年9月18日 - 1953年8月30日）は、日本統治時代の朝鮮及び朝鮮民主主義人民共和国の詩人、翻訳文学者、英文学者、政治家。本貫は淳昌薛氏。

## 生涯
日本統治時代の咸鏡南道端川出身。延禧専門学校文科を経て渡米し、マウント・ユニオン大学、コロンビア大学で英文学を修学。1932年東光に『町で聞かせる歌』を発表し文壇に登場した。光復後1946年に長編小説『青春』、1947年に詩集『鐘』、詩集『葡萄』、1948年に詩集『諸神の憤怒』を発表した。そのほかウィリアム・シェイクスピア作品の翻訳などを行った。そのほか米軍政庁に勤め、朝鮮文学家同盟では外国文学委員長を務めた。1950年に朝鮮戦争が勃発すると越北し休戦会談通訳官として従軍した。1953年、41歳の時死刑に処されたとされる。